# Pabellón Hanavský

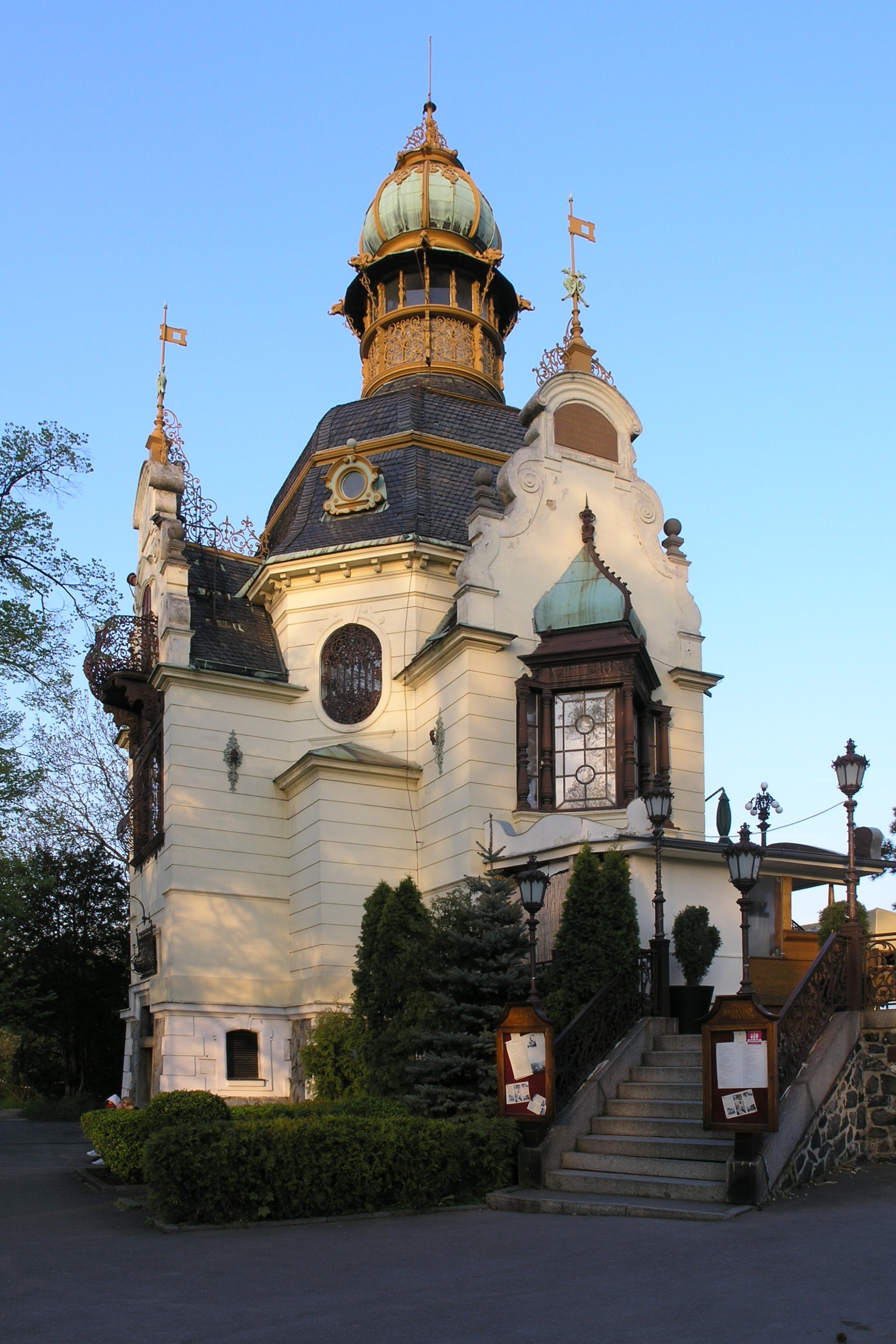
Hanavský pavilon

El Pabellón Hanavsky (en checo: Hanavský pavilon; en alemán: Hanau pavilion o Hanauer pavilion) es un edificio peculiar, construido en estilo neobarroco y situado en Holešovice (Praga) en el parque Letná cerca del bastión de Santo Tomás y la villa Kramář (residencia del primer ministro checo), no lejos del Bastión de Santa María Magdalena.
El edificio está forjado en hierro e inicialmente fue creado como salón ceremonial para la Exposición Nacional de 1891. El príncipe Guillermo Hanavský fue el propietario del pabellón y de él toma su nombre. Es un edificio muy interesante y decorado de modo muy artístico. Fue el primer edificio de Praga construido con hierro forjado, cemento y cristal. Tras la Exposición el Pabellón fue desmantelado y el príncipe Hanavský se lo dio a la ciudad de Praga. Después se trasladó a su ubicación actual, donde se reconstruyó entre 1967 y 1987.
El edificio muestra una silueta característica, en especial cuando se observa desde el lecho del río Moldava. Desde el pabellón hay vistas muy interesantes de la ciudad. En la actualidad se utiliza como restaurante escénico.
Fue diseñado por los arquitectos Otto Haiser y J. Hercik, quien fue asesor artístico el codiseñador Emanuel Zdenek Fiala.

## Commons
- Wikimedia Commons alberga una categoría multimedia sobre Pabellón Hanavský.